# (8037) 1993 HO1
1993 إتش أو 1 (ويعرف أيضًا باسم (8037) 1993 إتش أو 1 وفق تسمية الكوكب الصغير) (بالإنجليزية: 1993 HO1)‏ هو كويكب ضمن حزام الكويكبات؛ وترتيبه 8037 من حيث الاكتشاف.
اكتُشف هذا الجُرم الفلكي بواسطة روبرت إتش ماكنوت في 20 أبريل 1993.

## وصلات خارجية
- (8037) 1993 HO1 في قاعدة بيانات مختبر الدفع النفاث لأجرام النظام الشمسي الصغيرة

- الاكتشاف · مخطط المدار ·  العناصر المدارية · المعلمات المادية

- (8037) 1993 HO1 على موقع ويكي سكاي: DSS2, SDSS, GALEX, IRAS, Hydrogen α, X-Ray, Astrophoto, Sky Map, Articles and images